# Riwa
De Riwa was een samenwerking van de Nederlandse wegracecoureur Aalt Toersen en Rieks van der Wal (vandaar: Riwa).
Men bouwde in een werkplaats achter het huis van laatstgenoemdes ouders een 50cc-productieracer met Kreidler-motorblokje. Daarnaast werd een serie opgezet van een grasbaanmotor, ook met 50cc-Kreidlerblok. In later jaren werden de eerste Honda crossmotoren voorzien van een aangepast Riwa-frame.
Rieks van der Wal is ook nog actief geweest als tuner op de raceafdeling van Gebben Motoren in Staphorst.